# Magnesiumsulfit
Magnesiumsulfit ist eine anorganische chemische Verbindung des Magnesiums aus der Gruppe der Sulfite.

## Gewinnung und Darstellung
Magnesiumsulfit kann durch Reaktion von Magnesiumhydroxid mit Schwefeldioxid gewonnen werden, wobei bei Temperaturen unter 40 °C das Hexahydrat und darüber das Trihydrat entsteht.
{\displaystyle {\ce {Mg(OH)2 + SO2 + 5 H2O -> MgSO3 * 6 H2O}}}
Ebenfalls möglich ist die Darstellung durch Reaktion von Natriumsulfit mit Magnesiumchlorid.

## Eigenschaften
Magnesiumsulfit-Hexahydrat hat eine rhomboedrische Kristallstruktur mit Raumgruppe R3 (Raumgruppen-Nr. 146). Das Hexahydrat verliert Kristallwasser ab 78 °C und wandelt sich zum Trihydrat um. Bei 120 °C erfolgt weitere Umsetzung zum Dihydrat und bei 395 °C zum Anhydrat. Das Trihydrat hat eine tetragonale Kristallstruktur mit der Raumgruppe P41212 (Nr. 92), das Dihydrat die monokline Raumgruppe P21/c (Nr. 14).

## Entstehung bei der Rauchgasentschwefelung
Magnesiumsulfit entsteht in Systemen zur Rauchgasentschwefelung, in denen Magnesiumhydroxid als Waschalkalie dient (Magnesiumverfahren).